# シバつき物件
『シバつき物件』（シバつきぶっけん）は、大森えすによる日本の漫画。ウェブコミック配信サイト『少年ジャンプ+』（集英社）にて、2024年6月27日から木曜更新で連載中。

## 沿革
少年ジャンプ+2023年7月22日更新分にて本作の読切版を配信。
2024年6月27日から連載開始。なお初回は1〜2話までまとめて配信された。また9話まで毎週連載だったが、10話から隔週に移行した。

## あらすじ
新築ながら家賃の安いマンションに引っ越してきたホラーへの耐性が強い女子高生百瀬氷。その部屋には柴犬の地縛霊・むうちゃんが住み着いていた。氷にとって犬は嫌いだがかわいがれば成仏すると聞いてむうちゃんをあの手この手で甘やかそうとする。

## 登場人物
むうちゃん
メゾンシーバ101号室に縛られている柴犬の地縛霊。人語を喋ることが出来て物を動かせるほか噛みつける。一緒に暮らす氷との生活に少しずつ慣れていく。誰かを助ける時だけ壁をすり抜けることが出来る。
百瀬 氷（ももせ こおり）
ピンク髪短髪の女子高生。感情表現は苦手でホラー音痴なため、よく霊にとりつかれる。格安家賃の1LDKと知ってメゾンシーバ101号室に引っ越す。むうちゃんとの生活に最初戸惑うもお互いに打ち解けていく。
真多 一徹（さなだ いってつ）
男性。短髪染髪で柴という文字の入れ込みがある。メゾンシーバ201号室の住人。パン屋で見習いをしており、氷らに試作パンを渡しているが、味音痴なのでイマイチ。
むうからは『まずパン』と呼ばれている。
柴井 温（しばい ぬくみ）
男性。メゾンシーバ102号室の住人。柴犬好きで涙もろい。
大家 和子（おおや かずこ）
女性。羊のような白髪短髪。メゾンシーバ100号室に住む大家さん。住人のことを気にかけている。
むうからは『モサモサ』と呼ばれている。
酒森 宵子（さかもり よいこ）
女性。染髪短髪。お酒好きのキャリアウーマンで英語が堪能。仕事から帰宅するとすぐに化粧を落とし部屋着に着替えるタイプ。虫が苦手。
ムーンハイ・真夜（ムーンハイ・まよ）
霊媒師。氷にとりついた悪霊を除霊した。

## 用語
メゾンシーバ
氷らが住むアパート。入口の上に柴犬の像がある。アパートになる前は悪徳柴犬ブリーダーの飼育所でそこで亡くなった柴犬達が地縛霊として全部屋にいる。

## 作風
作者が7歳の時から柴犬と暮らしていたのを活かして描いたという。

## 書誌情報
- 大森えす『シバつき物件』 集英社〈ジャンプ・コミックス〉、既刊4巻（2025年7月4日現在）
  1. 2024年9月4日発売[5][6]、ISBN 978-4-08-884247-9
  2. 2024年12月4日発売[7]、ISBN 978-4-08-884321-6
  3. 2025年3月4日発売[8]、ISBN 978-4-08-884480-0
  4. 2025年7月4日発売[9]、ISBN 978-4-08-884688-0